# Guise
Guise là một xã ở tỉnh Aisne, vùng Hauts-de-France thuộc miền bắc nước Pháp. Dân số: 6.066.